# Howard Chaykin
Howard Victor Chaykin ([/ˈtʃeɪkɪn/]), född 7 oktober 1950 i Newark, USA, är en amerikansk författare och serieskapare. Han är känd för att ha skapat seriefigurerna Dominic Fortune och Cody Starbuck samt för serietidningen American Flagg! (1983–1988).